# Basilique Santa Maria della Pazienza
La basilique Santa Maria della Pazienza (Sainte-Marie-de-la-Patience) est une basilique du centre historique de Naples située piazza Cesarea dans le quartier de l'Avvocata, non loin de l'église de la Santissima Trinità alla Cesarea.

## Histoire
L'église est fondée en 1601 avec un hospice annexe par Annibale Cesareo, secrétaire de la chambre royale de Sainte-Claire. L'ensemble met trente-cinq ans à être construit dans le style baroque napolitain le plus pur. L'église est remaniée entre 1733 et 1735, d'abord par Costantino Manni, puis par Tommaso Eboli.

## Description

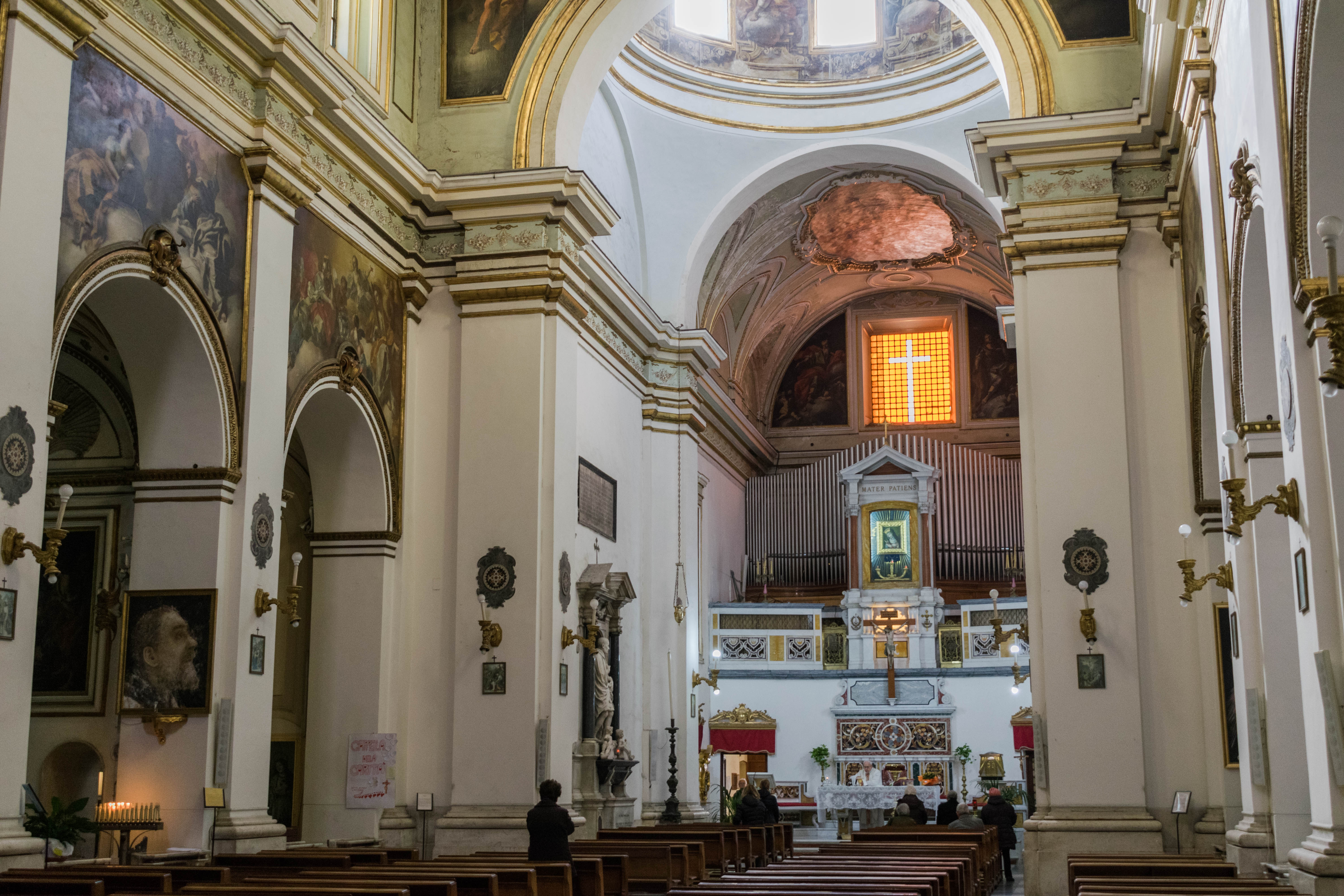
Intérieur de la basilique.

L'intérieur est formé par une vaste nef et des chapelles latérales, conservant de nombreuses œuvres d'art. On remarque sur le plafond à caissons une grande toile de Giuseppe Pozzovivo représentant Le Repos de la Sainte Famille pendant la fuite en Égypte. D'autres tableaux sont du pinceau de Giovanni Bernardo Lama: La Charité, L'Hospitalité, L'Abondance, La Miséricorde, L'Honneur, La Concorde, La Sagesse et La Providence, ainsi que des tableaux peints entre 1730 et 1732.
D'autres artistes ont travaillé pour cette église: Lorenzo de Caro, Giuseppe Pozzovivo et Nicola Malinconico.
Le maître-autel de marbre a été démembré lorsque l'abside a été reconstruite et certaines parties de marqueterie sont ensuite réutilisées. Le Monument funéraire d'Annibale Cesareo est de la main d'un des plus grands sculpteurs napolitains de l'époque, Michelangelo Naccherino.
Certains anges de stuc sont attribués à Domenico Antonio Vaccaro.
Dans la cinquième chapelle de droite, se trouve un groupe sculpté de bois fort intéressant qui représente Saint Raphaël Archange et Tobie de Francesco Citarelli datant de 1859.

## Source de la traduction
- (it) Cet article est partiellement ou en totalité issu de l’article de Wikipédia en italien intitulé « Basilica di Santa Maria della Pazienza » (voir la liste des auteurs).